# 柏挙の戦い
柏挙の戦い（はくきょのたたかい、中国語: 柏舉之戰）は、紀元前506年に古代中国の春秋時代の2つの主要な国である呉と楚の間で起こった、天下分け目の戦いであった。呉軍は呉王闔閭、弟の夫概、楚から亡命した伍子胥が率いていた。司馬遷の『史記』によると、『孫子』の兵法の著者である孫武は、呉軍の司令官であったが、『春秋左氏伝』や他の初期の歴史的な文章では言及されていない。楚は令尹の嚢瓦（字は子常）と司馬の沈尹戌に率いられた。呉が勝利し楚の国都郢（）に入り破壊した。

## 背景
呉は元々、春秋時代に大きな力を持つ楚の東にある小さな国だった。楚は北にある大国の晋とたびたび争っていた。晋は楚の拡大を阻止するために呉と手を組み呉の兵を鍛え、戦車の使い方を教えた。呉は次第に力をつけ紀元前584年には初めて楚を破り、州来を併合した。この後70年の間に10度戦い大半を呉が勝利した。
楚の平王の治世中、腐敗した役人費無忌（）は王に太子建の妃との結婚を誘発した。太子建が王になった後に復讐されるのを恐れた費無忌は太子建を追い出し太傅の伍奢（）と長男の伍尚を殺すよう平王に讒言した。伍奢の次男の伍子胥は呉に逃げ復讐を誓った。費無忌は後に嚢瓦と沈尹戌に殺された。呉において伍子胥は公子光の信頼できる部下となり公子光の従兄弟の呉王僚を暗殺するのを手助けした。公子光は王位に着き呉王闔閭となった。

## 呉楚の戦い
『春秋左氏伝』は、紀元前4世紀に編纂された初期の中国史の物語の一つで、戦争の詳細が説明されている。紀元前506年、楚の昭王の治世の間に、闔閭は楚を侵略することに決めた。闔閭は自ら軍を率いて弟の夫概、伍子胥と共に向かった。楚の令尹嚢瓦に王が囚われていた小国の唐と蔡が呉に加わった。呉軍は淮河から船を出し、漢江の東岸へと向かった。これに対し嚢瓦と司馬の沈尹戌は呉と向かい合い漢江の西に楚軍で率いた。沈尹戌が出した案は嚢瓦が漢江沿で主要軍を率いて防衛、沈尹戌が楚の北の国境にある方城の軍を率いて淮河に残された呉船を破壊し呉軍の3つの退路を塞ぎ、呉軍を挟み撃ちにするというものだった。嚢瓦は計画を受け入れ沈尹戌は方城に出発した。しかし、沈尹戌が出国後、史皇は嚢瓦に「楚の人々はあなたを憎み、沈尹戌を好いています。沈尹戌の計画に従えば、沈尹戌は勝利と信用を勝ち取りあなたの運命は決まるでしょう」と言った。嚢瓦は川を渡りすぐに攻撃することにした。両軍隊は小別山（現在の漢川の南東）と大別山の間で3度戦い、呉軍は勝利した。敗戦を確信し嚢瓦は逃げようとしたが、沈尹戌に止められた。
11月19日（旧暦）、両軍は柏挙に布陣した。夫概は闔閭に攻撃の許可を求め、嚢瓦は無能で兵士には戦う気力がなく、攻撃すれば逃げるはずだと述べた。闔閭は拒否したが、夫概は従わず私兵5000で攻撃した。予想通り楚の兵は逃げ、楚軍は引き回された。史皇は殺され嚢瓦は鄭に逃げた。夫概は楚軍を清発川へと追いやり、彼らの半分が川を渡るまで待ってから再び攻撃して敗北させた。その後、呉軍は食事をしていた楚の兵士に追いつき雍澨川で再び楚を破った。楚の兵士たちは逃げ出し、呉軍は彼らの食事を食べ、沈尹戌の追跡を再開した。沈尹戌は楚軍が敗れたことを知り、兵を救うため、まず夫概を破った。しかし、楚軍は呉軍に囲まれ負傷し、勝つ見込みがないと考えた沈尹戌は部下の呉句卑に首を楚の国都郢に持ち帰るように命じた。5度の戦いに全て敗戦した楚軍は壊滅した。

## 呉の入郢とその後
前線の敗戦を知った楚の昭王は、異母兄の子期（公子結）や子西（公子申）といった主な武官の反対や民の生存を無視し少数で逃げ出した。楚軍は昭王が逃げ全軍が壊滅したことを知り、子期は王を守るため駆けつけ、子西は兵を西に逃がした。11月29日、呉軍は郢に入ると焼き討ち・虐殺・略奪と呉軍の残虐行為は続いた。楚の兵と民は重傷を負い、首都は壊滅させられ楚は滅亡した。呉が台頭し、この戦いは孫武を天下に知らしめた。
昭王ははじめ雲夢に逃げたが雲夢の人は彼が王だということを知らず射かけた。昭王は鄖に逃げたが鄖公鬬辛の弟の鬬懐が昭王を殺そうと企てたため、随に逃げ庇護下に置かれた。
伍子胥は郢に入ると平王の墓を暴き300回鞭打ちし、また昭王を探した。随ははじめ昭王を闔閭に引き渡そうとするが占いの結果が好ましくなかったため拒否する。昔、伍子胥と申包胥は親友であったが、伍子胥が楚を出るとき「必ず楚を滅ぼす」と言い、申包胥は「必ず守る」と答えた。郢の陥落後、楚の役人でありかつ伍子胥の旧友だった申包胥は、援助を求めるために秦に行った。 最初は秦の哀公は援助を拒んだが、申包胥が宮殿の中庭で泣いて7日間過ごした後、秦の哀公は彼の献身に動かされ、楚を助けるために軍隊を送ることに同意した。
越が呉を攻める機会と考え、呉の領土に入った。申包胥は秦軍と楚の残党を率いて呉を破った。また、楚の子西に率いられた軍も呉を破った。楚秦連合軍は呉の属国の唐を滅ぼし、援助を絶った。呉に帰った闔閭の弟の夫概が反乱を起こしたため、闔閭は楚から撤退した。以後、呉と楚は何度も戦ったが大規模なものにはならなかった。紀元前504年呉が楚を脅かしたため、楚は鄀に遷都し次第に安定した。呉楚の間に大きな戦はなく、呉は越に目を向けた。